# 1296
1296 (MCCXCVI) a fost un an bisect al calendarului iulian, care a început într-o zi de marți.

## Evenimente
- 15 ianuarie: Sicilia se răscoală împotriva autorității lui Iacob al II-lea de Aragon.
- 7 februarie: Familiile Doria și Spinola revin la putere la Genova; cei din familiile Grimaldi și Fieschi sunt alungați din oraș.
- 25 februarie: Bula Clericis laicos, lansată de papa Bonifaciu al VIII-lea, ca urmare a măsurii luate de regele Filip al IV-lea Cel Frumos al Franței de a impozita clerul, în vederea pregătirilor militare.
- 30 martie: Regele Eduard I al Angliei distruge Berwick-upon-Tweed, oraș care marca frontiera de atunci dintre Anglia și Scoția; populația este masacrată.
- 27 aprilie: Bătălia de la Dunbar: scoțienii sunt zdrobiți de armata engleză, condusă de contele de Surrey; John Balliol este răsturnat de la putere și făcut prizonier; el părăsește Scoția, pentru a ajunge în Normandia.

### Nedatate
- iulie: Comptuarul genovez din Constantinopol este distrus de venețieni; o parte din oraș este incendiată.
- decembrie: Principalele locuințe venețiene din Constantinopol sunt distruse de genovezi.
- Albert de Habsburg zdrobește revolta nobililor austrieci.
- Chiang Mai devine capitala regatului thai de Lanna.
- Hanul Tolkai al Hoardei de Aur este înfrânt de Nogai-han.
- Încep mișcări în Flandra; contele Gui de Dampierre susține pe negustori împotriva nobililor, care sunt sprijiniți de regele Franței.
- Khmerii recunosc suzeranitatea mongolilor din China.

## Arte, Știință, Literatură și Filosofie
- Giotto realizează primele sale fresce, din ciclul "Vieții Sfântului Francisc".
- Școala San Stefano din Veneția devine școală municipală.

## Nașteri
- 10 august: Ioan I, viitor rege al Boemiei (d. 1346)
- 6 iunie: Ladislau, duce de Legnica (d. ?)
- Algirdas, viitor conducător al Lituaniei (d. 1377)
- Grigore Palamas, viitor arhiepiscop de Salonic (d. 1359)
- Ioan al V-lea Paleolog, viitor împărat al Bizanțului (d. ?)

## Decese
- 8 februarie: Przemysl al II-lea, rege al Poloniei (n. 1257)
- 19 mai: Celestin al V-lea, papă (n. 1215)
- 27 iunie: Floris V conte de Olanda (n. 1254)
- 9 octombrie: Ludovic al III-lea, duce de Bavaria (n. 1269)
- 1 noiembrie: Guillaume Durand, scriitor francez (n. ?)

- Campano din Novarra, matematician și astronom italian (n. 1220)
- Dnyaneshwar, poet hindus (n. 1275)
- Konrad von Feuchtangen, mare maestru al Ordinului teutonic (n. ?)

## Înscăunări
- 25 martie: Frederic al II-lea, ca rege al Siciliei, încoronat la Palermo.
- 3 octombrie: Alauddin Khilji, sultan de Delhi (1296-1316).
- Venceslau al II-lea Cehul, ca mare duce al Poloniei (1296-1300; 1300-1304 rege).